# 千禧球場
千禧球場（英語：Millennium Stadium），2016年起冠名为亲王国球场，位於联合王国构成国威爾斯親王国首都卡迪夫，也是威爾斯足球代表隊和威尔士橄榄球代表队的主場。
球場原先得名于2000年这个千禧年，是威爾斯橄欖球聯盟为举办1999年世界盃橄欖球賽而興建的比赛场馆。耗資1億2600萬英鎊，球場可以容納74,500名觀眾，是歐洲第二座及全世界最大擁有開合天蓋的運動場。2016年，威爾斯橄欖球聯盟与亲王国建屋合作社签订十年冠名赞助合约，球场更名为亲王国球场（Principality Stadium）。
除了舉行足球比賽外，千禧球場亦有用於舉行欖球比賽（13人及15人）及室內木球比賽，可移动式草坪使球場可以供予音樂會及展覽會等用途。

## 赛事
- 1999年橄榄球世界杯
- 2007年橄榄球世界杯
- 2015年橄榄球世界杯
- 2005年世界汽車拉力賽首次於室內舉行比賽
- 2016-2017年度歐洲聯賽冠軍盃決賽場地

## 轶事
數據顯示過往多次大賽中使用到卡迪夫千禧球場南翼更衣室的球隊都沒有勝利，例如2002年足總盃亞軍車路士、2001年亞軍阿仙奴及附加賽的普雷斯顿等。

## 外部連結
- 千禧球場（页面存档备份，存于）

| 前任： · 聖西路球場 · ( 義大利米蘭) | 歐洲聯賽冠軍盃 決賽場地 2016-17年 | 繼任： · 奧林匹克國家綜合體育場 · （ 乌克兰基輔） |